# الکساندر لرنت هلنیا
الکساندر لرنت-هلنیا (انگلیسی: Alexander Lernet-Holenia; ۲۱ اکتبر ۱۸۹۷ – ۳ ژوئیهٔ ۱۹۷۶) نویسنده، نمایشنامه‌نویس، فیلم‌نامه‌نویس، و شاعر اهل اتریش بود.